# Криволес
 Криволес— деревня в Смоленской области России, в Шумячском районе. Расположена в юго-западной части области, в 10 км к востоку от Шумячей, у автодороги А101 Москва — Варшава («Старая Польская» или «Варшавка»). В 5 км к югу от деревни станция Криволес на железнодорожной ветке Рославль – Кричев. 
Население —205 жителей (2007 год). Входит в состав Озёрного сельского поселения.

## История
В 1790 году местным помещиком подпоручиком Повало-Швейковским И.А. построен каменный храм. С 1852 года в деревне была расквартирована кавалерийская часть.Кроме самого села, для этой цели была отведена территория в 10 квадратных верст с 18-ю окрестными деревнями, с общим количеством 297 дворов.

## Экономика
Средняя школа, дом культуры, продовольственный магазин, почта, медицинский пункт, библиотека

## Достопримечательности
Памятники археологии:
- Курганная группа (2 кургана) в 0,7 км юго-западнее деревни.
- Река Остёр к северу от деревни.

Памятники культуры:
- Памятник героям-освободителям Смоленщины, погибшим во время Великой Отечественной войны.